# Nadzy wśród wilków
Nadzy wśród wilków (niem. Nackt unter Wölfen) – wschodnioniemiecka powieść Brunona Apitza wydana w 1958 roku. Akcja toczy się w obozie koncentracyjnym Buchenwald. 

## Treść
W obozie koncentracyjnym Buchenwald działa konspiracyjna, międzynarodowa organizacja komunistów, którzy planują wywołać powstanie w dogodnym momencie. Do organizacji należą Polacy, Rosjanie, niemieccy komuniści oraz przedstawiciele innych nacji. Pewnego dnia obozu trafia nowy transport więźniów. Wśród nich małe dziecko. Członkowie organizacji decydują się je ukrywać, choć mają świadomość, że w razie wpadki, istnienie ich konspiracji może zostać wykryte. Dziecko żydowskie z Krakowa to faktycznie ocalony Stefan Jerzy Zweig.

## Nawiązania w kulturze
- Nadzy wśród wilków – film z 1963 roku stanowiący ekranizację powieści.
- Nadzy wśród wilków – film z 2015 roku stanowiący kolejną ekranizację powieści.
- Naked Among Wolves – utwór niemieckiej grupy muzycznej Heaven Shall Burn opublikowany na albumie Whatever It May Take z 2002 roku.